# هتل پلازا (لاس وگاس)
هتل پلازا (به انگلیسی: Plaza Hotel) یک هتل در ایالات متحده آمریکا است که در لاس وگاس، نیومکزیکو واقع شده‌است.